# Liste der Monuments historiques in Saint-Remy-en-l’Eau
Die Liste der Monuments historiques in Saint-Remy-en-l’Eau führt die Monuments historiques in der französischen Gemeinde Saint-Remy-en-l’Eau auf.

## Liste der Bauwerke
| Bezeichnung | Beschreibung                      | Standort | Kennzeichnung | Schutzstatus | Datum | Bild           |
| ----------- | --------------------------------- | -------- | ------------- | ------------ | ----- | -------------- |
| Schloss     | Erbaut im 16. und 18. Jahrhundert |          | PA00114874    | Inscrit      | 1987  | weitere Bilder |

## Liste der Objekte
| Bezeichnung               | Beschreibung                                                                     | Standort              | Kennzeichnung | Schutzstatus | Datum | Bild |
| ------------------------- | -------------------------------------------------------------------------------- | --------------------- | ------------- | ------------ | ----- | ---- |
| Skulptur Madonna mit Kind | Kalkstein, polychrom gefasst und vergoldet, zweites Viertel des 14. Jahrhunderts | in der Kirche St-Remy | PM60001488    | Classé       | 1925  |      |